# Roger Maurycy Raczyński
Roger Maurycy Raczyński (ur. 7 grudnia 1820 we Wrocławiu, zm. 24 lutego 1864 w Paryżu) – polski działacz polityczny, społeczny oraz publicysta.

## Życiorys
Jego rodzicami byli Edward Raczyński i Konstancja z Potockich. Po ukończeniu Akademii rycerskiej w Legnicy studiował od 1839 roku prawo, historię oraz filozofię na Uniwersytecie Berlińskim. Po zdaniu egzaminów przez pewien czas pracował jako prawnik w niemieckim sądzie najwyższym. Następnie udał się w podróż po Europie przebywając w Niemczech, Francji i we Włoszech.
Na początku 1845 r. wrócił do Polski. Miało to związek z samobójczą śmiercią ojca i koniecznością przejęcia majątku Raczyńskich. W czasie Wiosny Ludów został członkiem polskiej deputacji do władz w Berlinie, a po wybuchu powstania, aby wzmocnić poparcie wśród chłopów ze swoich majątków zniósł im czynsze, a wdowom po poległych zapewnił utrzymanie. W kwietniu 1848 r. został członkiem delegacji Komitetu Narodowego w Poznaniu na rozmowy z przedstawicielami Polaków z zaboru austriackiego, które miały miejsce w Krakowie i Wiedniu. Po secesji ugrupowań lewicowych 27 maja miał utworzyć z Karolem Libeltem i Jędrzejem Moraczewskim triumwirat dyktatorów powstania. Po upadku powstania napisał list otwarty do Arnolda Rugego Wer hat die Freiheit verrathen, die Slaven oder die Germanen? opublikowany jeszcze w 1848 r. w Berlinie.
W latach 1849–1850 działał jako członek dyrekcji Ligi Polskiej kierując wydziałem przemysłu i handlu. Był też jednym z najważniejszych darczyńców poznańskiego Towarzystwa Pomocy Naukowej oraz polskiej szkoły w Batignolles. W latach 1845–1864 pełnił funkcję kuratora założonej przez ojca Biblioteki Raczyńskich. W 1855 wybrano go na posła do sejmu pruskiego, jednak po pewnym czasie mandat złożył. W 1857 był jednym ze współzałożycieli PTPN i jego wiceprezesem. Był też ofiarodawcą pierwszej siedziby Towarzystwa. Jego prace, w języku francuskim, dotyczyły filozofii i polityki, jednak nigdy ich sam nie opublikował.
W 1863 r. współpracując z Janem Kantym Działyńskim niósł pomoc powstańcom styczniowym. Raczyński odpowiadał za zakup broni. Wspomagał również powstanie finansowo przeznaczając na ten cel około 0,5 mln złotych. W związku z groźbą aresztowania wyjechał do Florencji, a następnie do Paryża, gdzie zmarł.
Dość niekonwencjonalnie układało się życie matrymonialne hrabiego Rogera. W latach 40. XIX wieku poznał księżną Zenaidę z Hołyńskich Lubomirską, z którą miał romans. Gdy księżna zaszła w ciążę i było jasne, że dziecka nie uzna jej ślubny mąż, hrabia Roger zawarł fikcyjne małżeństwo z Marią Gottschall, która zgodziła się uznać dziecko za swoje własne, pod warunkiem dożywotniej pensji i brak obowiązku zajmowania się nim. Wszystko przebiegło jak zaplanowano i choć sytuacja była tajemnicą poliszynela, oficjalnie syn hrabiego Rogera i księżnej Lubomirskiej Edward Aleksander Raczyński figurował jako syn Marii Gottschall.
Całą tę sytuację przyjął z wielkim niesmakiem jego stryj Atanazy Raczyński I Ordynat na Obrzycku. Gdy i tak nielubiany Edward Aleksander Raczyński wzorem ojca zasłynął z perypetii, odsunął go od dziedziczenia ordynacji i przekazał ją linii kurlandzkiej.
Hrabia Roger Maurycy Raczyński był dwukrotnie żonaty, najpierw z Marią Gottschall, potem z Konstancją Lachman (było ono bezdzietne). Po śmierci pochowano go w Rogalinie.